# 克里斯蒂安·施魯波爾
克里斯蒂安·施魯波爾（1994年4月6日—）是一名奧地利男子游泳運動員，主攻自由泳，曾代表國家參加2012年倫敦奧運的4×200公尺自由式接力比賽，最終獲得第16名，並未獲得獎牌。